# Тан Шве
Тан Шве (Кјауксе, округ Мандалај, Мјанмар, 2. фебруар 1933) је виши генерал, војни диктатор Мјанмара (Бурме) од 23. септембра 1992. године до 30. марта 2011. године.
Председник је војне хунте, која од 15. новембра 1997. године носи назив Државни савет мира и развитка (ДСМР). ДСМР је ново име Државног савета за обнову реда и мира (ДСОРМ) који је основан 1988. године. Командант је Татмадоу-а (војске Мјанмара).